# Ульсан Мунсу
«Ульса́н Мунсу́» (Ульсан Мунсу Чугугьон Гиян), также известный как Стадион Биг Краун, — многофункциональный стадион в Ульсане в Республике Корея. Он является домашним стадионом «Ульсан Хёндэ».

## Общая информация
Стадион был построен в период с 18 декабря 1998 по 28 апреля 2001 и его общая стоимость составляла 151 400 000 000 вон (~3 500 000 000 рублей). Он пришёл на смену стадиону «Ульсан Комплекс».
Расположенный в крупном промышленном городе, футбольный стадион «Ульсан Мунсу» содержит также механический и экологически чистый образы. Общая форма стадиона выполнена в форме черепа в короне, символизирующей Силлу и Петроглифы Пангудэ. На стадионе есть три этажа и 2 подземных этажа и вмещает 44 102 человека. Существует также вспомогательный стадион с 2590 местами. Рядом со стадионом располагаются Мунсу парк с озером, фонтаном и велосипедными курсами, площадью на берегу озера.

## Примечательные матчи
- 28 апреля 2001, Сборная Республики Корея против сборной Бразилии — 1:0
- 1 июня 2001, Сборная Республики Корея против сборной Мексики — 2:1
- 3 июня 2001, Сборная Франции против сборной Мексики — 4:0
- 9 июня 2001, Сборная Австралии против сборной Бразилии — 1:0
- 3 августа 2001, Сборная Китая против сборной Бразилии — 0:0
- 3 августа 2001, Сборная Республики Корея против сборной Японии — 1:1
- 1 июня 2002, Сборная Дании против сборной Уругвая — 2:1
- 3 июня 2002, Сборная Бразилии против сборной Турции — 2:1
- 21 июня 2002, Сборная Германии против сборной США — 1:0
- 5 апреля 2003, Сборная Республики Корея против сборной КНДР — 3:1
- 18 июня 2013, Сборная Республики Корея против сборной Ирана — 0:1